# Натан Зах
Натан Зах (івр. נתן זך; при народженні — Гаррі Зайтельбах (івр. הארי זייטלבך); 13 грудня 1930 року, Берлін, Німеччина — 6 листопада 2020, Ізраїль) — ізраїльський поет, перекладач, літературознавець. Лауреат літературної премії Бялика (1982) та премії Ізраїлю (1995).

## Біографія
Натан Зах народився 13 грудня 1930 року в Берліні. Невдовзі іммігрував із сім'єю до тогочасної Палестини й оселився у Хайфі.
Під час Арабо-ізраїльської війни 1947—1949 років Натан служив розвідником в ІД.
1955 року він опублікував свою першу збірку поезій «Перші вірші» (івр. שירים ראשונים, Шірім рішонім), також перекладав на іврит німецькі п'єси.
Зах був одним із перших поетів, які почали публікуватися після утворення ізраїльської держави. Він мав великий вплив на розвиток сучасної поезії на івриті як редактор і критик, а також як перекладач і поет. Серед покоління поетів 1950–1960-х років його виділяє поетичний маніфест «Час і ритм у Берґсоні та сучасна поезія» (івр. זמן וריתמוס אצל ברגסון ובשירה המודרנית,  Зман ве-Рітмус ецель Бергсон ува-Шіра га-Модерніт). Зах був одним із найважливіших новаторів єврейської поезії з 1950-х років, і він добре відомий в Ізраїлі також своїми перекладами поезій Ельзи Ласкер-Шюлер та Аллена Гінзберга. Літературознавчиня Нілі Рейчел Шарф Голд (англ. Nili Rachel Scharf Gold) вказала на Заха як на приклад, який ілюструє роль культури «рідної мови», у його випадку німецької, у сучасній літературі на івриті.
Есе Заха «Думки щодо поезії Альтермана», опубліковане у журналі «Ахшав» (укр. Зараз) 1959 року, був важливим маніфестом для повстання групи «Лікрат» (івр. לִקרַאת, укр. назустріч), яка виступала проти ліричного пафосу сіоністських поетів, адже маніфест включав незвичні нападки на Натана Альтермана, одного з найважливіших і найшанованіших поетів країни. В есе Зах проголосив нові правила поезії. Ці нові правила протиставлялися римі та метру, які були нормою для поезії нації на той час.
З 1960 по 1967 роки Зах читав лекції у декількох вищих навчальних закладах у Тель-Авіві та Хайфі. З 1968 по 1979 роки він жив в Англії, де здобув докторський ступінь в Університеті Ессекса. Повернувшись до Ізраїлю, він читав лекції в Тель-Авівському університеті та був призначений професором Хайфського університету. Він був головою репертуарної ради театрів Огель та Камері.
Зах помер 6 листопада 2020 року у віці 89 років.

## Нагороди та визнання критиків
Заха називали «найбільш виразним і наполегливим речником модерністського руху в поезії на івриті».
- Літературна премія Бяліка (1982)[18]
- Премія Феронії (Рим, 1993)[17]
- Премія Ізраїлю за поезію на івриті[19]

## Звинувачення у расизмі
У липні 2010 року Зах дав інтерв'ю на ізраїльському каналі 10, де сказав, що культура євреїв з мусульманських країн (мізрахі) поступається культурі євреїв з Європи — «Виникла ідея взяти людей, які не мають нічого спільного. Одні походять від найвищої культури — західноєвропейської, — а інші — з печер». Результатом расистських коментарів стала петиція про вилучення його творів із освітньої програми та відсторонення від будь-якої академічної посади. Педагогічний секретаріат Міністерства освіти Ізраїлю розглянув цю петицію 2012 року, але вирішив не задовільняти її. Шай Пірон, міністр освіти у 2013 —2014 роках, сказав, що це рішення продиктоване:
|  | необхідністю дотримуватися принципу свободи вираження поглядів, страхом стати на слизьку стезю із введення цензури мистецтва, що позбавить сенсу вивчати літературу в Ізраїлі Оригінальний текст (івр.) הצורך לדבוק בעיקרון חופש הביטוי, החשש מתהליך הידרדרות בהפעלת צנזורה על יצירות באופן שירוקן מתוכן את לימודי הספרות בישראל |

Шай також сказав, що:
|  | [Заха визнано] найбільшим поетом на івриті нашого часу, чиї радикальні погляди не завадили йому отримати премію Ізраїлю в літературі, а отже вони й не мають дискваліфікувати його твори і стати причиною їхнього вилучення зі шкільної програми. (…) Хоча й неможливо цілком відокремити митця від мистецтва, у республіці Література (та й в освітній системі) культурно прийнятною нормою є те, що потрібно максимально захищати незалежність високоякісних літературних творів у програмі, і не поспішати з їхнім вилученням Оригінальний текст (івр.) ההכרה במעמדו של נתן זך כגדול המשוררים העבריים בזמננו, שזכייתו בפרס ישראל לספרות לא נמנעה בשם עמדותיו הרדיקליות, ולכן גם אין מקום לפסילת יצירותיו ולהוצאתן מתוכנית הלימודים. (…) הגם שלא ניתן להפריד לחלוטין בין יצירה ליוצרה, הרי שאחת המוסכמות התרבותיות המקובלות ברפובליקה הספרותית (וגם במערכת החינוך), היא שיש לשמור, ככל הניתן, על עצמאותן של יצירות הספרות האיכותיות בתוך תוכנית הלימודים ולא למהר ולפסול אותן |

## Опубліковані твори
- «У трійці» (івр. בשלושה) (1953)
- «Перші вірші» (івр. שירים ראשונים) (1955)
- «Інші вірші» (івр. שירים שונים) (1960)
- «Усе молоко та мед»[22] (івр. כל החלב והדבש) (1966)
- «Час і ритм у Бергсоні та сучасна поезія» (івр. זמן וריתמוס אצל ברגסון ובשירה המודרנית) (1966)
- «Північно-східний» (івр. צפונית מזרחית) (1979)
- «Анти-урівнювач» (івр. אנטי־מחיקון) (1984)
- «Вірші про пса і суку» (івр. שירים על כלב וכלבה)
- «Бо я поруч» (івр. כיוון שאני בסביבה) (1996)
- «Смерть моєї матері» (івр. מות אמי) (1997)
- «Бо ж пільне дерево — то чоловік»[23] (івр. כי האדם עץ השדה) (1999)
- «Маленька оповідь про великих людей» (івр. הסיפור הקטן על האנשים הגדולים) (2001)
- «Великий орел» (івр. הנשר הגדול) (2001)
- «Бджола на ім'я Бджола» (івр. הדבורה דבורה) (2001)
- «Соловейко вже тут більше не живе» (івр. הזמיר כבר לא גר פה יותר) (2004)
- «Вушко голки» (івр. קוף המחט) (2004)
- «Усі вірші й нові вірші» (івр. כל השירים ושירים חדשים) (2008, три частини)
- «З року в рік це…» (івр. משנה לשנה זה) (2009)
- «З місця, де ми не були, до місця, де ми не будемо» (івр. מן המקום שבו לא היינו אל המקום שבו לא נהיה) (2013)
- «Кажуть, що там дуже гарно» (івр. אומרים שממש יפה שם) (2016)

## Виноски
1. ↑  SNAC — 2010.
2. ↑  Енциклопедія Брокгауз
3. ↑  Deutsche Nationalbibliothek Record #119095416 // Gemeinsame Normdatei — 2012—2016.
4. 1 2 3  Catalog of the German National Library
5. ↑  https://www.haaretz.com/israel-news/.premium-renowned-israeli-poet-and-literary-critic-natan-zach-dies-at-89-1.9293567
6. 1 2  Чеська національна авторитетна база даних
7. ↑  Bibliothèque nationale de France BNF: платформа відкритих даних — 2011.
8. 1 2 3  Tsipi Keller, Aminadav Dykman. Poets on the edge: an anthology of contemporary Hebrew poetry. Архів оригіналу за 27 червня 2014. Процитовано 31.08.2011.
9. ↑  The Modern Hebrew Poem Itself. 2003. ISBN 0-8142-1485-1.
10. ↑  Natan Zach; translated from the Hebrew by Peter Everwine and Schulamit Yasny-Starkman (1982). The static element: selected poems of Natan Zach. Atheneum. Архів оригіналу за 27 червня 2014. Процитовано 31.08.2011.
11. ↑  Butt, Aviva. «The Earlier Poetry of Natan Zach.» Poets from a War Torn World. SBPRA, 2012: 16-26.
12. ↑  Bill Morgan. I Celebrate Myself: The Somewhat Private Life of Allen Ginsberg. Архів оригіналу за 16 січня 2018. Процитовано 31.08.2011.
13. ↑  Gold, Nili Rachel Scharf (2013). Mother Tongue and Motherland in the Works of Natan Zach. Trumah: Zeitschrift der Hochschule für Jüdische Studien. 21: 59—68.
14. ↑  Asher Reich: portrait of a Hebrew poet. Архів оригіналу за 21 січня 2021. Процитовано 31.08.2011.
15. ↑  The static element: selected poems ... 13.06.2008. Архів оригіналу за 27 червня 2014. Процитовано 31.08.2011.
16. ↑  Poet and Israel Prize laureate Nathan Zach dies. Jerusalem Post. Архів оригіналу за 6 листопада 2020. Процитовано 14 січня 2021.
17. 1 2  Natan Zach. Poetry International Web. Архів оригіналу за 22.02.2014. Процитовано 31.08.2011.
18. ↑  List of Bialik Prize recipients 1933–2004 (in Hebrew), Tel Aviv Municipality website (PDF). Архів оригіналу (PDF) за 17 грудня 2007.
19. ↑  Israel Prize Official Site – Recipients in 1995 (in Hebrew). Архів оригіналу за 27 грудня 2008. Процитовано 14 січня 2021.
20. ↑  Renowned poet Natan Zach accused of racism after TV comments. Haaretz. 21.04.2011. Архів оригіналу за 24 вересня 2015. Процитовано 31.08.2011. {{cite news}}: |first= з пропущеним |last= (довідка)
21. 1 2 3  משרד החינוך דן בהוצאת יצירות של נתן זך מתוכנית הלימודים. Haaretz. 12.11.2013. Архів оригіналу за 15 листопада 2013. Процитовано 19.01.2021.
22. ↑  З 2 М. 3:8
23. ↑  З 5 М. 20:19